# Surigao del Sur
Koordinaten: 9° 0′ N, 126° 0′ O
Surigao del Sur ist die 56. Provinz des Inselstaates der Philippinen. Sie befindet sich an der nordöstlichen Küste der Insel Mindanao und gehört politisch dem Bezirk Caraga (Region XIII) an.
Der Sitz der Provinzregierung befindet sich in Tandag City. Sie gehört zur ersten Einkommensklasse der Provinzen in den Philippinen.

## Geographie
Surigao del Sur wird im Westen begrenzt vom Diwata-Gebirgszug, dieser trennt sie von den Provinzen Surigao del Norte im Norden und von den Provinzen Agusan del Norte und Agusan del Sur im Westen. Im Süden grenzt sie an die Provinz Davao Oriental und im Osten von der Küste der Philippinensee, die ihrerseits Teil des Pazifischen Ozeans ist.
Die Provinz hat eine Gesamtfläche von 4932,70 km². Dies sind 24,17 % der gesamten Landfläche des Bezirks Caraga und 4,46 % der Insel Mindanao.

## Demographie und Sprache
Die Bevölkerungsdichte liegt bei 119 Einwohnern pro km² relativ niedrig für philippinische Verhältnisse. Surigao ist die Heimat der Volksgruppe der Mamanwa und der Manobo. Beide Volksgruppen wurden von den Spaniern bereits früh missioniert. 
Cebuano ist der Hauptdialekt der Provinz und wird von 83 % der Bevölkerung gesprochen. Der Dialekt Surigaonon ist mit einem Anteil von 12 % die zweithäufigste Sprache in dieser Region. Weitere Minderheiten sprechen Filipino, Kamavo, Cantilangnon und Tagon-on. Auch die englische Sprache wird von den meisten Einwohnern beherrscht.
Die Mehrheit der Bevölkerung gehört der Römisch-Katholischen Kirche an. Insgesamt sind 420.087 oder 83,83 % der Einwohner sind katholisch. Danach folgt die Gemeinschaft der Iglesia ni Cristo, der 15.433 Einwohner oder 3,08 % der Bevölkerung angehören.

## Wirtschaft

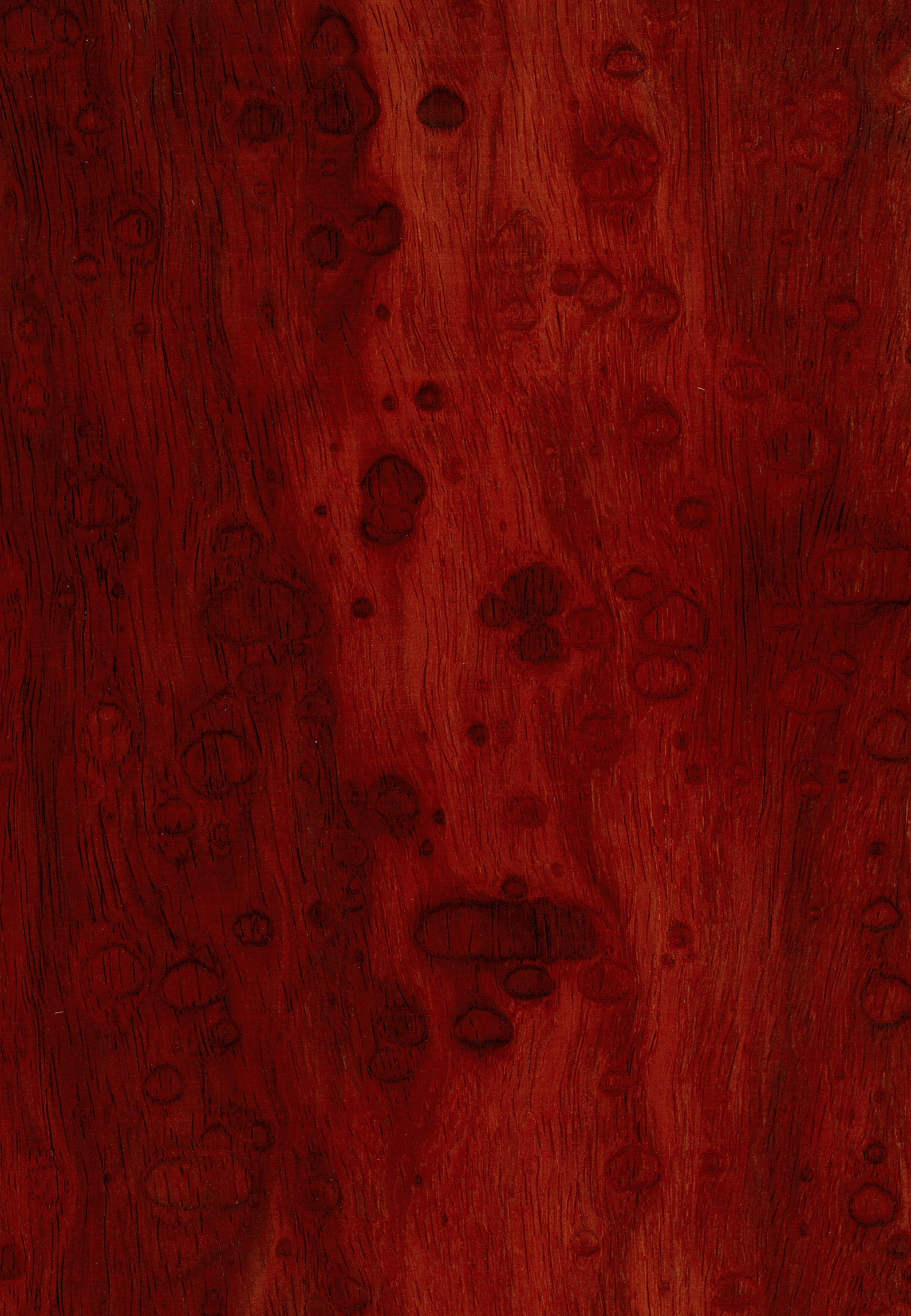
Hochwertiges Holz des Narrabaumes

Etwa 45 % der gesamten Landfläche ist kultiviert und wird agrarwirtschaftlich genutzt. Die vorwiegend angebauten Nutzpflanzen der Provinz sind Reis, Weizen, Kokosnuss, Abacá, Sojabohnen, Kaffee.
148 km² von Surigao del Sur ist Feuchtgebiet und wird weitgehend für die Fischzucht verwendet. Hier werden Garnelen, Milchfisch und Krabben für den Eigenbedarf der Provinz wie auch für den Export gezüchtet.
Surigao del Sur gehört zu den wenigen Provinzen des Landes, die zu einem Großteil bewaldet sind. Insgesamt sind 211,11 km² als Waldgebiet klassifiziert. Bäume der Gattung der Flügelfruchtgewächse nehmen hierbei einen Großteil der Waldfläche ein. Einige der Gebiete sind mit Wolkenwald im Gebirge oder Mangroven an den Küsten bewachsen. Wirtschaftlich genutzte Baumarten sind roter und weißer Lauan, Mayapis und Tanguile, sowie Rattan. Edelhölzer wie der Narrabaum sind jedoch heute auf der Liste bedrohter Arten.
Die Provinz ist zudem reich an Mineralien. Dazu gehören bei den metallischen Bodenschätzen Kupfer, Gold, Chrom, Kobalt, Nickel und Zink, sowie bei den nichtmetallischen Vorkommen Kalkstein, Zement, Kohle und Feldspat, Tonminerale und Kieselgur.

## Politische Gliederung
Surigao del Sur ist politisch unterteilt in 17 eigenständig verwaltete Gemeinden und zwei Städte. Die Gemeinden und Städte sind wiederum in insgesamt 309 Barangays (Ortsteile) untergliedert. 
Die Provinz wird weiterhin aufgeteilt in zwei Kongress-Distrikte.

### Städte

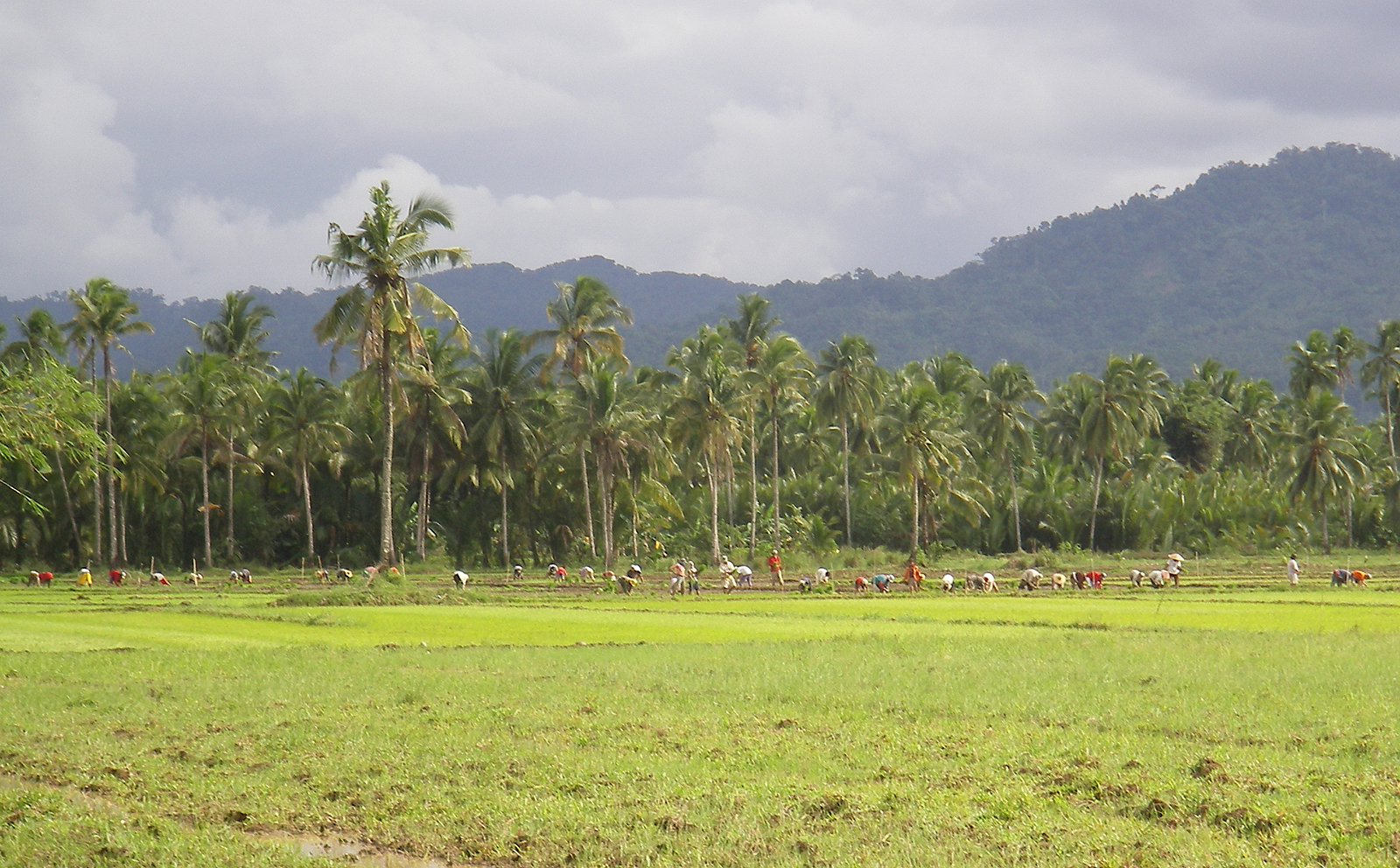
Reisanbau und Kokospalmen in Lanuza

- Bislig City
- Tandag City

### Gemeinden
| - Barobo - Bayabas - Cagwait - Cantilan - Carmen - Carrascal - Cortes - Hinatuan - Lanuza | - Lianga - Lingig - Madrid - Marihatag - San Agustin - San Miguel - Tagbina - Tago |

## Namensherkunft
Vor der Ankunft der Spanier waren die Völker der Mamanua und Manobo die einheimischen Bewohner dieser Gegend. Später kamen Einwanderer von den Visayas und drängten die angestammten Bewohner in das Hinterland zurück. Der Name der Provinz leitet sich angeblich von einem dieser Einwanderer ab, einem Mann namens Saliagao, der, so wird erzählt, in der Nähe einer Flussmündung lebte. Durch eine dialektbedingte Abwandlung wurde aus Saliagao der Name Surigao. 
Eine andere Geschichte spricht davon, dass vor langer Zeit einige Fischerleute aus den Visayas durch die starke Strömung in die Straße von Surigao getrieben wurden und irgendwo an der Küste der Provinz an Land gingen. Als sie eine der Hütten aufsuchten, dachten die Einwohner, die Fischer wollten ihre Häuser besetzen und riefen Agaw, was wegnehmen bedeutet. Später wurde von den Einwanderern das Präfix Suri vorangestellt und der Name zur Bezeichnung der gesamten Region.

## Geschichte
Die ursprünglichen Bewohner der Region bestanden aus einer Mischung aus verschiedenen Rassen, wie den Mandaya, den Mamanua, den Mansaka und den Manobo. Die ethnischen Gruppen waren Malaiisch-Indonesischen Ursprungs und hatten vermutlich bereits vor Jahrhunderten den Nordosten Mindanaos besiedelt. Es wird vermutet, dass sich die Migration dieser frühzeitlichen primitiven Nomaden in verschiedenen unabhängigen Wegen auf unterschiedlichen Teilen des Archipels vollzogen hatte. Weiterhin wird vermutet, dass zuerst die nördlichen Inseln des Landes besiedelt und später durch den Einsatz von einfachen Booten, den Bantus, die nördlichen Küsten Mindanaos, also die Surigao- und Davao-Provinzen, erreicht wurden. Mit der Zeit zerstreuten sie sich und ließen sich in Gruppen und Clans an verschiedenen Stellen entlang der Küstenregionen nieder, wo sie im Laufe der Jahrhunderte ihre eigenen Kulturen, Dialekte und Lebensweisen entwickelten.
Es gibt zwar keine exakten Daten oder zuordenbare Plätze über deren Ankunft, aber es ist bekannt, dass diese Menschen als Nomaden herumzogen und als die Vorfahren der heutigen Volksgruppe der Mamanua und der Manobo gelten, die sich in der Gegenwart in die Wildnis der Provinz Davao del Norte an der Grenze zu Surigao zurückgezogen haben. Ihre Wanderroute hat sich aller Wahrscheinlichkeit nach von dem Hinterland Agusans kommend, entlang der Fußhügel des westlichen und südlichen Surigao del Sur vollzogen. 
Das Gebiet von Surigao war unter der Herrschaft der spanischen Kolonialmacht eine einzige große Provinz, zu der auch das Verwaltungsgebiet Agusan gehörte. Diese Kommandantur beinhaltet sowohl die Inseln im Osten, als auch die nördliche Region von Davao. Die Hauptstadt und der Verwaltungssitz lag in der Gemeinde Caraga, woraufhin die Spanier die Einwohner als Caragas bezeichneten.
Im Jahre 1901 wurde Agusan unter amerikanischer Herrschaft zu einer untergliederten Provinz von Surigao und 1907 wurde Agusan zu einer eigenständigen Provinz ernannt.
Am 19. Juni 1960 wurde mit Wirkung des Republik Act Nr. 2786 die große Provinz Surigao in die eigenständigen Provinzen Surigao del Sur und Surigao del Norte aufgeteilt. Surigao del Sur wurde somit zur 56. Provinz der Philippinen.
Ursprünglich bestand Surigao del Sur aus insgesamt 13 Gemeinden. In den folgenden Jahren wurden sechs weitere hinzugefügt und die Gemeinde Tandag zum Sitz der Provinzregierung ernannt. Am 18. September 2000 wurde schließlich eine dieser Gemeinden, Bislig, in den Status einer Stadt erhoben. Am 23. Juni 2007 folgte die Ernennung von Tandag zur zweiten Stadt innerhalb des Provinzgebietes (einer so genannten Component City). Die bedeutendste Bildungseinrichtung in der Provinz ist die Surigao del Sur State University, diese wurde am 22. Februar 2010 gegründet.

## Klima
Die Provinz fällt unter den zweiten Typ der Klimakategorien der Philippinen und wird charakterisiert durch ganzjährig auftretende Regenfälle. Die Monate Juli bis Oktober sind in der Regel durch geringere Niederschläge gekennzeichnet, wobei der September der trockenste Monat ist. Regenreich ist dagegen die Periode zwischen November bis Juni, wobei sich der Januar als feuchtester Monat präsentiert.

## Sehenswürdigkeiten
- Kathedrale in Tandag
- Kirche von San Agustin
- Kaliguan Festival in Cagwait
- Britania-Inselgruppe
- Tinuy-an-Wasserfall bei Bislig
- Enchanted River in Hinatuan

## Hochschulen
- University of Southeastern Philippines
- Surigao del Sur State University